# 中島飛機

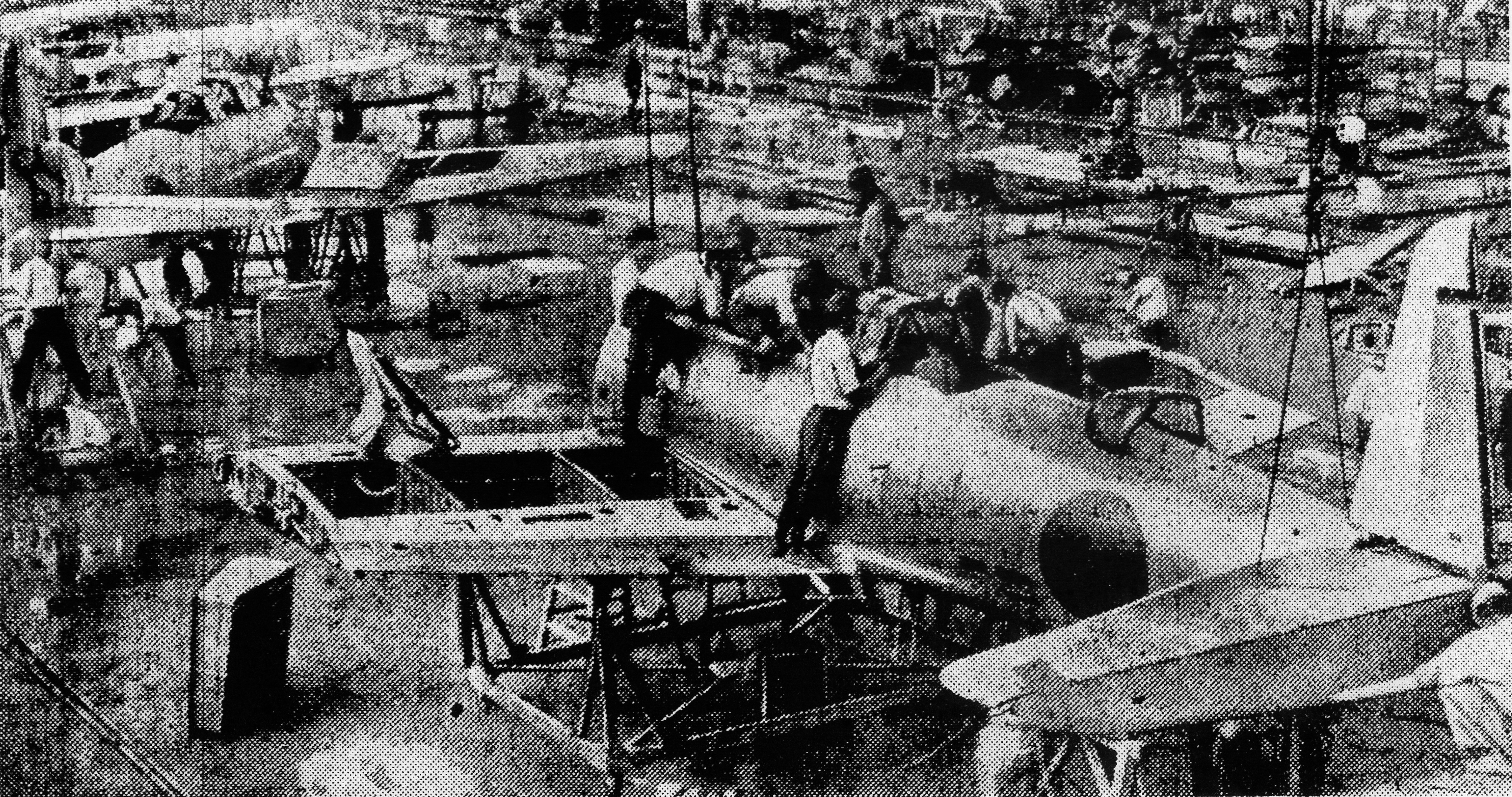
飛機裝配

中島飛機（日语：中島飛行機）為1917年至1945年間曾存在的日本飛機製造商，由大日本帝國海軍退役的中島知久平所創立，在第二次世界大戰中乃日本主要的發動機、戰鬥機研發製造商，從設計到生產可一貫化作業，在二戰結束前超越三菱財閥飛機生產部門，成為日本最大、世界上數一數二的飛機生產商。

## 沿革
- 1917年（大正6年）12月21日：中島知久平自海軍退役後，在群馬縣尾島町（日语：尾島町）（今太田市）和親兄弟中島喜代一、中島乙未平等人設立飛機研究所（日语：飛行機研究所）[1]，是為第二家民營飛機製造商。
- 1918年（大正7年）：川西清兵衛加入經營，並變更公司名稱成日本飛機製作所（日语：日本飛行機製作所）。
- 1919年（大正8年）：4月收到陸軍委託製造20架中島式四型飛機。

10月底：川西清兵衛因故與中島發生爭執，在10月底離開經營階層。
11月27日：川西清兵衛以主要出資者身分要求中島久知平在30日自所長位離職，川西清兵衛提出買下公司，中島擬退出經營階層而轉作技術職。
11月29日：中島久知平獲得新田銀行通過10萬日圓融資案，並保留所長職務。
11月30日：中島久知平透過陸軍井上幾太郎少將介紹，往來融資銀行改成三井物產，逼退川西清兵衛的收購需求。
12月26日：公司易名為中島飛機製作所（日语：中島飛行機製作所），川西清兵衛被逼離中島飛機的經營層，另起爐灶。
- 1920年（大正9年）：4月陸軍委製70架、海軍30架。
- 1925年（大正14年）：11月東京工廠落成啟用。
- 1931年（昭和6年）：再度改名為中島飛機有限公司（中島飛行機株式会社），資本額增為600萬日圓。
- 1933年（昭和8年）：2月，公司資本額增資為900萬日圓
- 1934年（昭和9年）：4月，公司章程擬定；11月，在群馬縣太田町完成新的飛機組裝工廠（太田工場，現址為速霸陸群馬製作所），原先的太田工場更名為吞龍工廠。
- 1937年（昭和12年）：九七式戰鬥機成為陸軍制式飛機。
  - 3月25日：公司資本額增資為2,000萬日圓。
  - 7月1日：太田工廠更名為太田製作所，東京工廠更名為東京製作所。
- 1938年（昭和13年）：武藏野製作所落成，專門為陸軍組裝星型引擎。
  - 6月：東京府北多摩郡田無町開設鑄鍛工廠。
  - 11月2日：公司增資為5000萬日圓。
- 1939年（昭和14年）：鑄鍛工廠獨立為子公司中島航空金屬。
- 1940年（昭和15年）：小泉工廠成立，專為海軍組裝戰鬥機，並利用東武小泉線西小泉車站運輸。
- 1941年（昭和16年）：設計生產之一式戰鬥機經陸軍正式採用。

2月：為了太田制作所與小田製作所開闢的太田機場（現在的SUBARU大泉工廠）完工。
11月：為了提供海軍飛機引擎，在武藏野製作所西側開設專為組裝海軍引擎而設立的多摩製作所。
- 1942年（昭和17年）：開始與興亞工業大學（千葉工業大學前身）建教合作。
- 1944年（昭和19年）：開設宇都宮工廠，專為陸軍組裝飛機，並開始生產制式戰機四式戰鬥機；同年4月開始著手研發大型戰略轟炸機富嶽。因二戰進入最後階段，12月該公司旗下所有工廠創下7,940架的最高生產數量。
- 1945年（昭和20年）：4月1日改編成為第一軍需工廠，雖沿用公司名稱，但事實上已收歸國營。

8月16日：因日本戰敗投降，原先收歸國營的工廠全數歸還，並易名為富士產業株式會社，同時中島知久平辭去取締役社長之職。
8月22日：中島乙未平就任社長。
11月6日：富士產業株式會社被駐日盟軍定位為財閥。
12月：收到駐日盟軍總司令（GHQ）的財閥解體指令。
- 1950年（昭和25年）：5月正式解散，拆分成12家小公司。

日本戰敗之後，中島飛機總計共生產了29,925架各式飛機，其中由三菱重工業設計的零戰，總數10,449架中約有2/3為該公司所製造。由於二戰時該公司各地工廠為美軍的主要轟炸目標，戰後多數工廠已殘破不堪，加上GHQ嚴禁該公司再研發飛機，許多技術工程師轉進汽車相關產業，對日本車壇貢獻良多。

## 解體後的發展
GHQ下令中島飛機解體後，旗下工廠被拆分為多所公司，多數公司目前仍繼續經營：
- 富士重工業（後改名為速霸陸）：由以下幾家前中島飛機工廠與研發單位合組：

東京富士產業（主公司）
富士工業（太田製作所、武藏野製作所）
富士汽車工業（伊勢崎製作所）
大宮富士工業（大宮製作所）
宇都宮車輛（宇都宮製作所）
「速霸陸汽車」為該公司的汽車品牌名稱。2017年4月起更名為與其汽車品牌同名的「速霸陸」，以強調該公司對汽車產業的重視。
- THK韻律：濱松工廠戰後改組成富士精密工業，在石橋正二郎（普利司通輪胎創辦人）牽線下與王子汽車合併，1961年自王子汽車分離獨立成力知茂朋友製造（リズムフレンド製造），1967年易名力知茂汽車部品製造，1991年改名成力知茂公司，2007年機械廠THK買下並更名為THK力知茂（日语：THKリズム）。
- 富士機械：由前橋工廠改組，曾更名為富士機器，再易名成現名，現為富士重工業之子公司。
- 輸送機工業：由半田製作所改組，1950年易名愛知富士産業，1953年再改成現名，現為富士重工業之子公司。
- 牧田沼津：三島工廠在戰後改組成富士機械工業，1966年更名成富士羅賓，2013年被母公司牧田吸收合併。
- GKN：栃木工廠改組成栃木富士產業，後易名成GKN齒盤扭矩科技（GKNドライブライントルクテクノロジー），再更改成現名。
- 岩富士工業：戰後黑澤尻工廠改組成岩手富士產業，再變更成岩富士工業（イワフジ工業），現為新明和工業之子公司。

## 代表性產品

### 飛機

#### 日本陸軍
- 偵察兼練習機：
  - 中島式五型（1919年）
- 戰鬥機：
  - 甲式四型戰鬥機（日语：NiD 29 (航空機)）（1923年）
  - 九一式戰鬥機（1931年）
  - 九七式戰鬥機（1937年）
  - 一式戰鬥機「隼」（1941年）
  - 二式單座戰鬥機「鍾馗」（1942年）
  - 四式戰鬥機「疾風」（1943年）
  - 中島Ki-87戰鬥機（日语：キ87 (航空機)）（1944年，試製）
  - 火龍戰鬥機（1945年，僅完成設計圖）
- 轟炸機：
  - 百式重轟炸機「呑龍」（1940年）
- 特殊攻擊機：
  - 「劍」（1945年）

#### 日本海軍
- 戰鬥機：除下列機種外，亦曾得到三菱重工業的許可生產九六式陸上攻擊機、零式艦上戰鬥機等機種。
  - 三式艦上戰鬥機（1928年）
  - 九O式艦上戰鬥機（1930年）
  - 九五式艦上戰鬥機（1935年）
  - 二式水上戰鬥機（1942年）
  - 二式陸上偵察機（1941年）
  - 夜間戰鬥機「月光」（1943年）
  - 十八試局地戰鬥機「天雷」（1944年，試製）
- 攻擊機：
  - 九七式艦上攻擊機（1937年）
  - 十三試陸上攻擊機「深山」（1941年，試製）
  - 十三試雙發陸上戰鬥機（1941年）
  - 天山艦上攻擊機（1943年）
  - 月光夜間戰鬥機（1943年）
  - 十八試陸上攻撃機「連山」（1943年，試製）
  - 富嶽轟炸機（1945年，計劃）
- 偵察機：
  - 九五式水上偵察機（1935年）
  - 彩雲艦上偵察機（1943年）
- 輸送機：
  - 零式運輸機（1942年，和昭和飛機工業（日语：昭和飛行機工業）共同生產）
- 特殊攻擊機：
  - 橘花攻擊機（1945年）

#### 民用客機
- 中島AT-2（日语：中島AT-2）（1936年）

### 發動機
- 壽：氣冷式星型單列9汽缸，陸軍編號Ha-1/Ha-24。
- Ha5：氣冷式星型複列14汽缸。
- 光：氣冷式星型單列9汽缸，陸軍編號Ha-8。
- 榮：氣冷式星型複列14汽缸，陸軍編號Ha-25/Ha-115，軍方統一名稱Ha-35。
- 譽：氣冷式星型複列18汽缸，軍方統一名稱為Ha-45。
- 護：氣冷式星型複列14汽缸，陸軍編號Ha-103。
- Ha44：氣冷式星型複列18汽缸，軍方統一編號為Ha-44。
- Ha-54：將兩具Ha-44發動機串聯製成氣冷式4列星型36汽缸，軍方統一名稱為Ha-54。

## 照片集

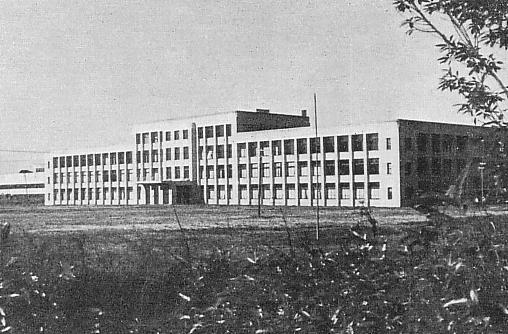
三鷹研究所本館，後來為國際基督教大學使用，此照片攝於1950年代
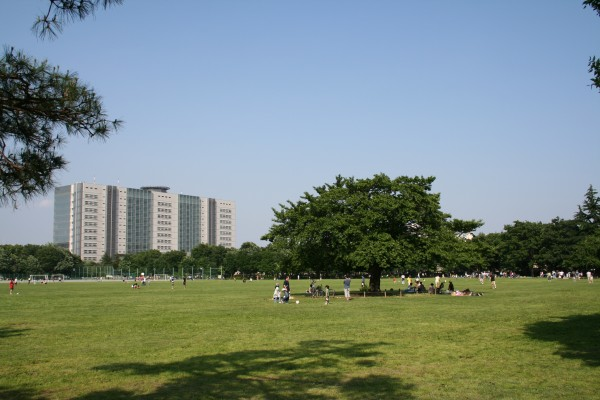
武藏野中央公園曾為武藏製作所
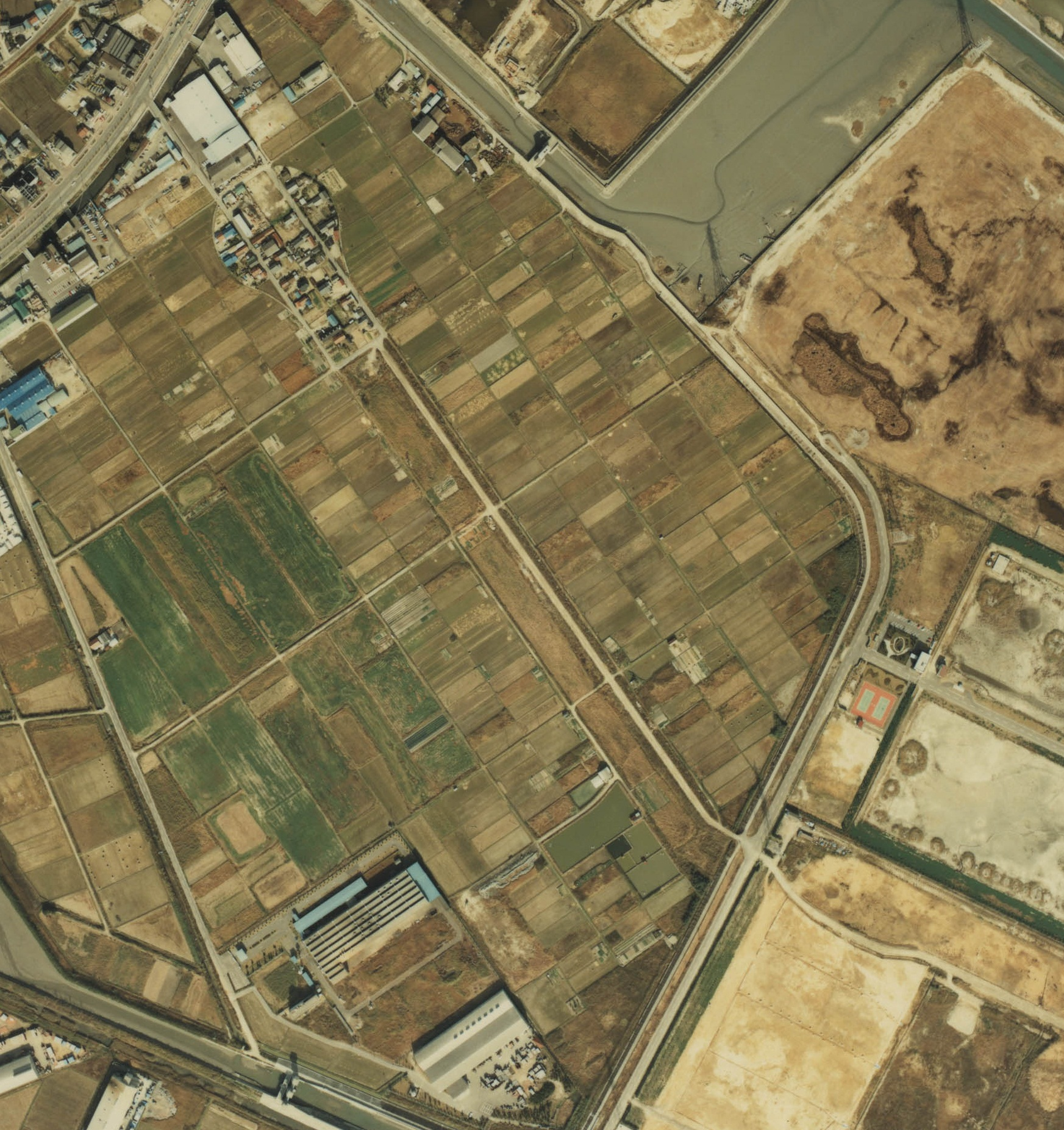
半田飛行場鳥瞰圖
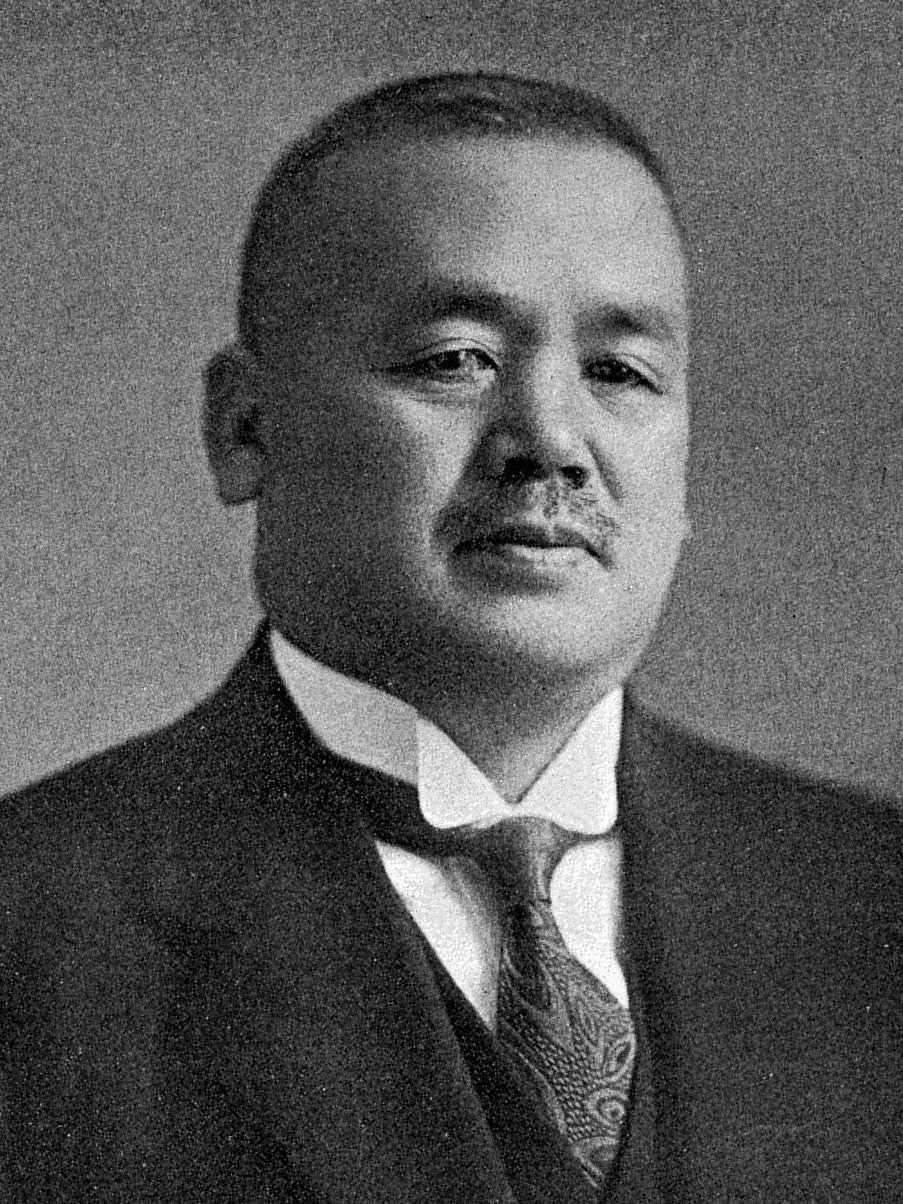
创办人中岛知久平先生（1884-1949）

## 外部連結
- （日語）富士重工業官方網站（页面存档备份，存于）
- （日語）中島飛行機物語（页面存档备份，存于）
- （日語）THKリズム株式会社（页面存档备份，存于）
- （日語）富士機械株式會社（页面存档备份，存于）
- （日語）輸送機工業（页面存档备份，存于）
- （日語）イワフジ工業株式會社